# Colonel Hill
Colonel Hill – miasto na Bahamach, stolica wyspy Crooked Island. Według danych szacunkowych na rok 1990 liczy 290 mieszkańców Dwudzieste drugie co do wielkości miasto kraju. W mieście znajduje się port lotniczy Colonel Hill.